# Mucu japán csatahajó
Mucu (むつ, Mutsu) volt a második és egyben utolsó Nagato-osztályú szuper-dreadnought típusú csatahajó, amit a Japán Birodalmi Haditengerészet (IJN) számára építettek az első világháború végén. A hajót a tartomány után nevezték el. 1923-ban ellátmányt szállított a Nagy Kantói földrengés túlélőinek. A hajót 1934-től 1936-ig modernizálták, fejlesztették a páncélzatát és gépesítették is, valamint újraépítették az árbocszerkezetét is, pagoda stílusúra.
Nagy szerepe volt a Midwayi csatában és a Kelet-Salamon-szigeteki tengeri csatában 1942-ben, ahol azonban nem aratott jelentős győzelmet. A Mucu az első éveinek nagy részét a csendes-óceáni háborúban töltötte, kiképzésen. 1943 elején visszatért Japánba. Az év júniusában, az egyik hátsó lőszerraktára felrobbant, miközben horgonyzott. Az elsüllyedt hajón 1121 ember vesztette életét, köztük látogatók és kadétok. Az IJN vizsgálni kezdte a tragédia okát és arra jutott, hogy a robbanás az egyik kadét hibájából volt eredeztethető viszont ez nem volt bizonyítható és több elmélet is született a robbanás mivoltáról, ezért ismeretlen eredetűnek jegyezték fel. A haditengerészet elhallgatta a túlélők elől a süllyedés okát, nehogy károk keletkezzenek a tragédia miatt Japánban. A roncsok nagy részét renoválták a háború után, néhány tárgy és ereklye megtekinthető Japánban, a hajó egy kis része pedig emlékeztet arra, hogy hol süllyedt el eredetileg a hajó.

## Leírás
A Mucu hossza 201,17 méter volt merőlegesen, a tényleges hossza 215,8 méter volt. Szélessége 28,96 méter és a hajótest magassága 9 méter volt. Átlagos terheléssel a vízkiszorítása 32 200 BRT, teljes terheléssel 38 498 BRT. A legénysége 1 333 főt számolt, mialatt fejlesztették 1935-ben pedig 1 368 kadétot.  A teljes legénység 1942-ben mutatkozott meg, ez 1 475 ember volt.
1927-ben, a Mucu orrát újramodellezték, hogy csökkentsék a vízfelcsapódását, amikor a hajó a vízbe ér. Ez növelte a teljes hosszát 1,59 méterrel így 217,39 méter hosszú volt. 1934-től 36-ig tartó rekonstrukciója alatt, a hajó tatjának hosszúsága 7,55 méterrel nőtt, hogy ezzel is növeljék a hajó sebességét és az elülső felépítményt újjáépítették pagoda stílusú árbocnak. Kapott torpedó védőket, amik növelték a víz alatti védelmét és kompenzálták a páncélzat és felszerelés miatti súlyát. Ezek a változtatások újra megnövelték a teljes hosszúságát immáron 224,94 méterre, a szélességét 34,6 méterre és a merülését 9,49 méterre. A vízkiszorítása 6 900 BRT-vel nőtt, így a vízkiszorítás 45 950 BRT-re emelkedett teljes felszereltségnél.

### Hajtómű
A Mucut négy darab Gihon gőzturbinával szerelték fel, mindegyikhez 1 darab hajócsavar tartozott. A turbinákat úgy tervezték, hogy 60 000 kW-nyi energiát tudjanak előállítani, a gőz előállítását segítette még 21 Kampon vízcsöves kazán; 15 ebből olajtüzelésű, a többi vegyes tüzelésű kazán, amiket olajjal és szénnel egyaránt lehet használni. A hajó üzemanyag tárolására alkalmas kapacitása megoszlott, 1 600 t szén és 3 400 t gázolaj tárolását tette lehetővé, ezzel képes volt 5 500 tengeri mérföldet megtenni 16 csomós sebességnél. A hajó meghaladta a tervezett 26,5 csomós sebességét a próbaútja alatt 63 800 kW-on elérte a 26,7 csomós sebességet.
Az 1924-es felújítása alatt az elő csatornáját újraépítették szerpentin alakúra, így próbálták meg sikertelenül megelőzni a füst által okozható károkat a hídon és a tűzvédelmi rendszerben. Ezt a csatornát eltüntették aztán a hajó 1930-as rekonstrukciója során, amikor az összes létező kazánját helyettesítették 10 könnyebb és jóval erősebb olaj-tüzelésű Kampon kazánnal, amelyek nyomása 2 157 kPa és a hőfokuk 300°C. Továbbá a turbináit kicserélték könnyebb és modernebb darabokra. Amikor a Mucun véget értek az utómunkálatokat tesztelő kísérletek, 61 400 kW-on már elérte a 24,98 csomós sebességet. Az olajtüzelő kályhákat is áthelyezték a hajófenékre, ahol már ott voltak az újonnan felszerelt torpedóvédők, emiatt aztán a kapacitása 5 560 tonnára nőtt és így már 15 850 km-t tett meg 16 csomónál.

### Fegyverzet
A Mucu 8 darab 45-ös kaliberű 41 centiméteres ágyúval volt felszerelve, ezek 2 tornyon foglaltak helyet, elül és hátul. Így aztán a hidraulikus működtetésű tornyok magas célzó tartományt biztosítottak az ágyúknak -2 és +35 fok között. Az ágyuk torkolati sebessége körülbelül 2 forduló volt percenként. Az 1930-as években egy 3-as típusú Szankaidan repesz ágyút fejlesztettek ki légvédelmi célokra. A Nagato-osztályú hajók fedélzetén lévő tornyokat az 1930-as évek közepén helyettesítették a befejezetlen Tosa-osztályú csatahajókon lévőkkel. A tárolóban a tornyokat módosították, hogy növeljék a magasságot -3 fokról +43 fokra, ami növelte a fegyverek maximális céltartományát 30 200 méterről 37 900 méterre.
A hajó másodlagos fegyverzetét húsz, 50-es kaliberű, 14 centiméteres ágyúval szerelték fel a hajótest felső részébe és a felépítménybe. A manuálisan működő fegyverek maximálisan 20 500 méteres távolságra lőttek, percenként hat-tíz fordulóban. A légvédelmet négy 40-es kaliberű, 8 cm-es harmad éves AA típusú ágyú biztosította. Ezen ágyuk maximális magassága +75 fok, és a tűz sebessége 13-20 forduló volt percenként. A hajót ezen kívül még 8 darab 533 milliméteres torpedó csővel is felszerelték, 4-et raktak mindegyik szélére, 2-t víz alá és 2-t víz fölé.
1926 körül, a 4 víz fölötti torpedó csövet eltávolították és a hajó három további, 76 mm-es AA ágyút kapott, amelyek az előárbócon helyezkedtek el. melyek mindkét oldalán elülső és hátsó felépítményekhez illeszkedtek. Amikor felszíni célokra tüzeltek, az ágyúk hatótávolsága 14 700 méter volt; 9 440 méteres maximális emelkedésük volt, legfeljebb 90 fokos magasságban. Legnagyobb tűzgyorsaságuk 14 forduló volt percenként, de tartós tűzgyorsaságuk körülbelül nyolc forduló volt percenként. A hajóhoz 1932-ben még hozzáadtak két iker ágyút is, ezek két-fontos könnyű AA-s Vicker ágyuk voltak. Ezeknek az ágyuknak a maximális magassága +80 fok volt, ami 4 000 méteres hatótávolságot adott nekik. Maximális tűzsebességük 200 kör / perc volt.

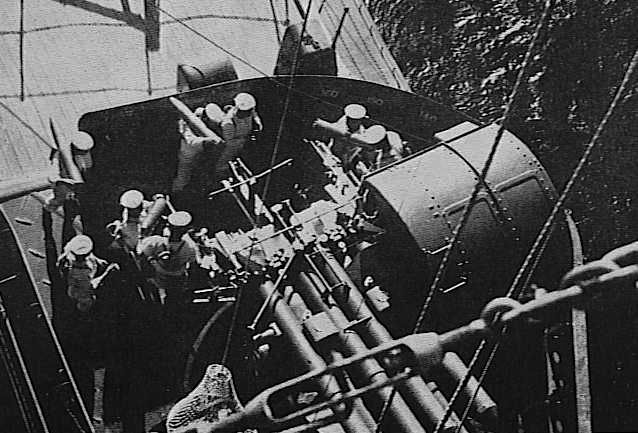
Egy 127 milliméteres duplaágyú Nagato fedélzetén.

A két-fontosakat 1941-ben 20 darab 25 milliméteres 96-os típusú AA-s Hotchkiss ágyúra cserélték, amikhez 5 darab ikertartót is adtak. Ez volt a hagyományos, japán, AA ágyú a második világháború idején, de súlyos tervezési hiányosságoktól szenvedett, ezért aztán nagyrészt hatástalan fegyvernek számított. Mark Stille történész szerint, az iker és hármas állványok” nem volt megfelelő a sebesség vagy a magasság, az ágyú képtelen volt bánni a gyors célpontokkal, az ágyú túlzottan is remegett, a magazinja kicsi volt és végül az ágyú torkolat tüze nagyon nagy volt.” Ezeknek a 25 mm-es fegyvereknek 1 500 és 3 000 méteres hatótávolsága és 8500 méteres magassága volt. A maximálisan hatékony tűzsebesség csak 110-120 kör / perc volt, mivel a 15 fordulásos magazinoknak gyakran  tárat kellett cserélniük.

### Páncélzat
A hajó vízi páncélzatának vastagsága 305 mm, vastagsága 100 mm az alsó szélén; a fölsőn 229 mm-es páncélzat volt. A fő fedélzet páncélzata 69 mm, míg az alsó fedélzet 75 mm vastag volt. A tornyokat 305 mm-es páncélszélességgel védték az oldalon, 230-190 mm-rel az oldalán és 152-127 mm-el a tetőn. A tornyok barbettáit 305 mm vastag páncél védte, 140 mm-es ágyuk kazamatáit 25 mm-es páncéllemezekkel védték. A parancsnoki torony oldalai 369 mm vastagok voltak.
Az új 41 cm-es tornyok, amelyeket a Mucu rekonstrukciója során építettek, sokkal erőteljesebben páncélozottak voltak, mint az eredetiek. Az elülső páncélt 460 mm-re növelték, az oldalak 280 mm-re, a tetőt pedig 250-230 mm-re. A gépezet és a magazinok fölött levő páncélt 38 mm-rel növelték a felső fedélzeten és 25 mm-rel a felső páncélozott fedélzeten. Ezek a kiegészítések növelték a hajó páncélzatának súlyát 13 032 tonnára, az eltolódását 32,6 százalékára. 1941 elején, a háború előkészülésekor, Mucu barbette páncélját megerősítették 100 mm-es páncéllemezekkel a fő fedélzet felett és 215 mm-es lemezekkel a fő fedélzet alatt.

### Repülőgépek
A Mucunak volt egy daruja, amit a főárbochoz építettek 1926-ban, hogy kezelni tudják a Jokoszuka E1Y számú hidroplánt, amit akkor regisztrálták be a hajóra. 1933-ban a főárbocot és a 3. torony közötti katapultot szerelték fel, és a következő évben egy összecsukható darut is kapott; a hajót arra tervezték, hogy két vagy három hidroplánt el tudjon látni, habár nem tudott hangárt biztosítani. A hajó Nakadzsima E4N2-es biplánokat működtetett, míg 1938-ban ki nem cserélték őket Nakadzsima E8N2-es biplánokra. Egy sokkal erőteljesebb katapultot építettek be 1938 novemberében, hogy kezelni tudják a nehezebb repülőgépeket, mint a szimpla Kavanisi E7K-s, amit 1939-40 között adtak a hajóhoz. 1943. február 11-én a Mitsubishi F1M-es biplánokat E8N –s biplánokra cserélték.

### Tűzkezelés és szenzorok
A hajót egy 10 méteres távolságmérővel szerelték fel az elülső felépítményben. További hat és három méteres légvédelmi távolságmérőket is felszereltek, bár a dátum ismeretlen. A 2. és 3. tornyok távolságmérőit 1932-33-ban egy 10 méteres egység váltotta fel.
A Mucut eredetileg az I. világháború idején érkezett Vickers-berendezésekből származó 13. típusú tűzvédelmi rendszerrel látták el, de ezt 1925 körül javították a 14. típusú tűzvédelmi rendszerre. Ez irányította a fő és a másodlagos fegyvereket; a légi járművekkel szembeni tűz elleni védelemre nem került sor, amíg a 31-es típusú tűzvédelmi irányítót 1932-ben be nem vezették. A módosított 14-es típusú tűzvédelmi rendszert 1935-ben tesztelték Nagatón a testvérhajóján, majd ezt követően 94-es típusként iktatták be. Egy új, a 127 mm-es AA típusú ágyuk ellenőrzésére használt 94-es típusú irányítót is bevezettek 1937-ben, bár amikor a Mucu megkapta az övét, ismeretlen volt. A 25 mm-es AA ágyukat a 95. típusú rendszer vezérelte, amit 1937-ben mutattak be.

## Építés és szolgálat

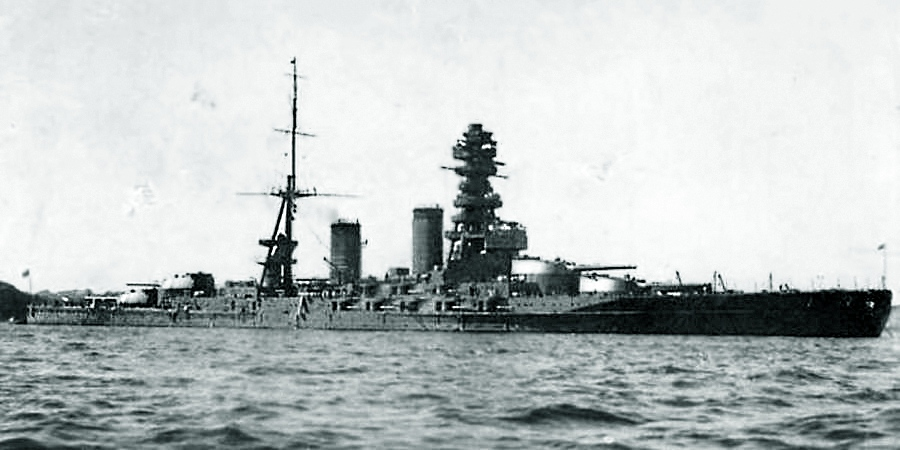
Mucu azután, hogy 1921-22-ben teljesen átalakították.

A Mucut a provincia után nevezték el. Gerincét a  jokoszukai haditengerészeti fegyverraktárban fektették le 1918. június 1-jén, és 1920. május 31-én indították el. A hajó finanszírozását részben az iskolás gyermekektől érkezett adományokból fedezték. Míg a hajót építették, az amerikai kormány 1921-ben konferenciát hívott össze Washingtonban, amin részt vett, az Egyesült Államok, az Egyesült Királyság és a Japán Birodalom, a konferenciát azért hívták össze, hogy véget vessenek a drága fegyverkezési versenynek a három fél között. A washingtoni haditengerészeti konferenciára végül november 12-én került sor és az amerikaiak azt javasolták, hogy gyakorlatilag minden olyan hajót selejtezzenek ki, ami építés vagy felszerelés alatt áll a részt vevő nemzetek között. A Mucu-t kifejezetten kiemelték selejtezendőnek, pedig néhány héttel korábban megbízást kapott. Ez elfogadhatatlan volt a japán küldöttek számára; beleegyeztek egy kompromisszumba, amely lehetővé tette számukra, hogy megtartsák a Mucut, cserébe viszont az idejét múlt dreadnought típusú Szeccu-t selejtezték ki, hasonló megegyezéssel számos amerikai Colorado-osztályú dreadnoughtnak intettek búcsút. A Mucut 1921. október 24-én üzembe helyezték Sizen Komaki parancsnok vezetésével. Seiicsi Kurosze kapitány november 18-án parancsot kapott, és a hajót december 1-jén az 1. csatahajóosztályhoz rendelték. A Mucu Eduárdot, Wales hercegét, tábornokát és második unokatestvérét, Lajos Ferenc századost 1922. április 12-én fogadta, mikor a herceg 1922 áprilisában Japánba látogatott.
1923. szeptember 4-én a Mucu feltöltötte készleteit az Ucsinoura-öbölben, Kjúsúban, amit aztán elszállított a nagy kantói földrengés áldozatainak. Nővérével Nagatóval 1924. szeptember 7-én a tokiói öbölben tartott tüzérségi gyakorlat közben, elsüllyesztették a már leselejtezett hadihajót, Szacumát. Micumasza Jonai kapitány  – később Japán miniszterelnöke- november 10-én vállalta a parancsnokságot. A hajót 1925. december 1-jén átvették a tartalékosokhoz. A Mucu Hirohito császár főhajójaként szolgált az 1927-es haditengerészeti manőverek és a flotta felülvizsgálata során. Zengo Josida kapitány 1928. december 10-én felváltotta Teikicsi Hori kapitányt.
A Mucu légvédelmi fegyverzetét 1932-ben újratöltötték. Felszerelése után, az Első Csatahajóosztály 1. flottájához került, és 1933-ban ismét császári zászlóshajóként szolgált. A hajót november 15-én a tartalékosokhoz sorolták és megkezdték hosszan tartó rekonstrukcióját.  Ez 1936. szeptember 30-án fejeződött be és 1936. december 1-jén újonnan csatlakozott az Első Csatahajóosztályhoz. 1937 augusztusában 2000 embert szállított a 11. gyaloghadosztályhoz a Második Kínai-Japán háború alatt. Hidroplánjai augusztus 24-én bombáztak Sanghajban, mielőtt másnap visszatért volna Szaszebo-ba. 1938. november 15-én Aritomo Gotó kapitány átvette a hajó vezetését. 1933. december 15-től 1939. november 15-ig újra a tartalékosokhoz helyezték. 1941 elején újjáépítették és felkészítették a háborúra; ebbe az is beletartozott, hogy a barbetták kiegészítő páncélzatot kaptak.

### Második világháború

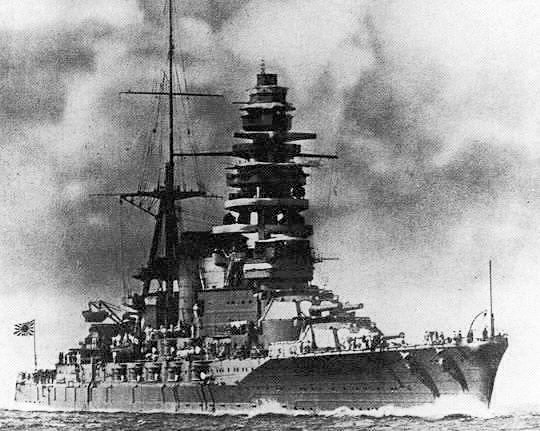
Mucu a tengeren a rekonstrukciója után.

A háború folyamán a Mucu bevetéseinek száma korlátozott volt és sok időt töltött hazai vizeken. 1941. december 8-án a Bonin szigetekre indult bevetésre, Nagatóval és egyéb csatahajókkal, mint Hjúga, Jamasiro, Fuszó, és a Második Csatahajó osztály Isze-je, valamint a könnyű repülőgép hordozó Hosót a távolból támogatta amikor a flotta megindította a támadását Pearl Harbor ellen, hat nappal később pedig hazatért. 1942. január 18-án a Mucu vontatta a leselejtezett páncélozott cirkálót Nissint, az új hadihajónak Jamatónak, mint célpont, amely azonnal el is süllyesztette Nissint.
1942 júniusában a Mucut, Gundzsi Kogure hátsó admirális vezetésével, az első flotta a fő testéhez került a midwayi csata során Jamatóval, Nagatóval és Hosóval, a könnyű cirkáló Szendai-al, és még kilenc romboló és négy segédhajóval. A június 4-ei veszteséget követően a négy szállító hajó vereséget szenvedett, Jamato megpróbálta elcsalogatni az amerikai erőket nyugatra a japán légierőhöz a Wake-szigetre és ott aztán az éj leple alatt megpróbáltak rajtuk ütni a szárazföldi erőkkel, de az amerikaiak visszavonultak és a Mucu bevetetlen maradt. Miután június 6-án rendezték a maradványokat, az elsüllyedt 1. légi flottás repülőgép anyahajókról a túlélők több mint felét a Mucura helyezték át. Június 14-én érkezett meg Hasiradzsimába.
Július 14-én a Mucut áthelyezték a 2. csatahajóosztályhoz és aztán augusztus 9-én a 2. flottához. 2 nappal később, a hajó az Atagó, Takaó, Maja, Haguro, Jura, Mjókó cirkálókkal, a Csitosze hidroplánnal és más rombolókkal elindult Jokoszukától, hogy támogatást nyújtson a Guadalcanali hadjárat során. Augusztus 17-én érkeztek meg Trukba. Augusztus 20-án, miközben Trukból már kihajóztak, hogy összeszedjék Csűicsi Nagumo alelnök admirális 3. flottájának részeit, a Mucu, a nehéz cirkáló Atago és a rombolók sikertelenül megpróbálták megtalálni a kíséretfuvarozó USS Long Island-t.
A Kelet-Salamon-szigeteki tengeri csata során augusztus 27-én, a Mucu csatlakozott a támogató erőkhöz, kilőtt 4 gránátot az ellenséges felderítő repülőkre, ez volt az első és egyetlen alkalom, amikor az ágyúi haraggal tüzeltek a háború alatt. A szeptember másodikai Trukba való visszatérését követően, egy csapat tehetséges AA ágyú szakértő és férfi eldöntötte, hogy mint oktatók a földi haditengerészeti légvédelmi tüzéreknek ott maradnak Rabaulban. Október folyamán a Mucut feltöltötték gázolajjal, hogy elszállítsa a flotta olajszállító tartályhajójának Kenyo Marunak, hogy a tartályhajó újratölthesse a többi hajót a Guadalkanali hadműveletben. 1943. január 7-én Mutsu elindult Trukból Saipanon keresztül, hogy hazatérjen Japánba együtt Zuikakuval a szállítóval, a Szuzuja nehézcirkálóval és 4 másik rombolóval. A Mucu elhagyta Hasiradzsimát április 13-án, hogy Kuréba menjen, ahol felszerelték, hogy el tudja szállásolni a japán helyőrséget az Aleut-szigeteken a Parancsnok-szigeteki csata ideje alatt. A művelet kudarcba fulladt a következő nap és a hajó folytatta a kiképzést.

### Veszteség
1943. június 8-án, a Mucu Hasiradzsimában horgonyzott a flotta kikötőjében, 113 repülős kadéttal és 40 oktatóval a Cucsiurai tengerészgyalogsági légi csoportból a fedélzetén. Amikor 12:13-kor a 3. tornyának lőszerraktára felrobbant, szétrombolva ezzel a hajó struktúráját és kettévágva magát a hajót. A víz masszív beáramlása a gépházba ahhoz vezetett, hogy a hajó elülső 150 méteres szakasza a jobb oldalára billent és azon nyomban elsüllyedt. A 45 méteres tat felegyenesedett és június 9-én hajnali 2 óráig lebegett a víz felszínén mielőtt elsüllyedt, néhány százméternyire fekszik a főroncstól é.sz. 33°58’ és a k. h. 132°24’ koordinátáknál.
A közelben állomásozó Fuszó rögtön küldött két csónakot, amelyek együtt a Tamanami és Vakacuki rombolókkal és a Tacuta és Mogami cirkálókkal, megmentettek 353 túlélőt az 1 474 fős legénységből, ami tartalmazta a legénység tagjait és a Mucu látogatóit is; 1 121 férfi hallt meg a robbanásban. Csak 13-at sikerült megmenteni a látogató pilótákból.
A robbanás után, amint elkezdődtek a mentési műveletek, értesítették a flottát és rögtön amerikai tengeralattjárókat kerestek, de nem találtak semmilyen nyomot, ami erre utalt volna. Annak érdekében, hogy elkerüljék a csatahajó elvesztéséből eredő potenciális károkat, így a háborús erőfeszítések közelmúltbeli kudarcai után a Mucu pusztulását állami titoknak nyilvánították. A kihúzott testek elhamvasztása rögtön a süllyedés után elkezdődött. Teruhiko Mijosi kapitány testét búvárok hozták fel június 17-én de a feleségét egészen 1944. január 6-áig nem értesítették. Őt és másod kapitányát, Ono Koro kapitányt posztumusz hátsó tengernagynak nyilvánították, szokás szerint. Továbbá, hogy megakadályozzák a pletykák elterjedését az egészséges és épp túlélőket a Csendes-óceán különböző helyőrségeihez rendelték át. Néhány túlélőt Trukba küldtek Karolina-szigetekre. A többi 150-et Saipanba küldték a Mariana-szigetekre, ahol a legtöbbjüket 1944-ben a szigetért folytatott küzdelem alatt megölték.
A robbanás pillanatában a Mucu lőszerraktárában néhány 16 inch-es 3-as típusú Szansikidan gyújtó, repeszgránát pihent, ugyanolyanok, mint amelyek miatt a Szagami arzenáljánál néhány éve tűz ütött ki köszönhetően a nem megfelelő tárolásnak. Ezek lehettek a robbanás kiváltó okai, ezért a tengerészeti miniszter Simada Sigetaro admirális, azonnal elrendelte, a 3-as típusú gránátok visszarendelését az összes IJN hajóról, míg ki nem vizsgálják a veszteség okát.

### Nyomozás a veszteségek után
Kóicsi Siozava admirális egy bizottságot hívott össze három nappal a hajó süllyedése után, hogy megbeszéljék a tragédiát. A bizottság a következő lehetséges okokra jutott:
- Szabotálás ellenséges ügynökök által. Figyelembe véve a magas szintű biztonságot a kikötőnél és az amerikaiak felelősség vállalásának hiányát, ezt végül elvetették.[40]
- Szabotázs egy elégedetlen kadét által. Bár a bizottság zárójelentésében egyetlen személyt sem neveztek meg, arra jutottak, hogy a robbanást okozhatta egy kadét a 3–as számú toronyból, akit korábban lopáson kaptak és azt hitték megölte magát. Viszont erről bizonyítékot nem sikerült szerezni, így ez nem hivatalosan is elfogadott magyarázat.[41]
- A süllyedést követően rögtön kiterjedt kutatásokat kezdtek folytatni, hogy felfedezzenek egy ellenséges tengeralattjárót de a szövetségeseknek nem volt okuk arra, hogy akár egy propaganda miatt a saját kikötőjében elsüllyesszenek egy ekkora hajót, ezért ennek a lehetőségét gyorsan elvetették. Szemtanúk még emlegettek egy vöröses barna tűzgömböt, ami kiválthatta a lőszerraktár robbanását; ez aztán megerősítést nyert a roncsot vizsgáló búvárok által.[40]
- Véletlenszerű robbanás a lőszerraktárban. Miközben a Mucu elég sok lövedéket hordozott, azonnal a 3-as típusú légvédelmi gránátokra gyanakodtak, azt hitték ezek okozták a tüzet a háború előtt a Szagami arzenálnál. „Szansiki-dan” vagy „-szankaidan” néven ismerték ezeket a fő fegyvereket és 900-1 200 25 milliméteres acélcsöveket tartalmaztak (ez forrás függő) és mindegyikben gyúlékony töltetet volt. A Kamegakubi Tengerészeti Ellátási Csoport teszteket végzett néhány a 3. toronyból kimentett gránáton. A Mucu 3. tornyának egy speciális újraépített modelljén  próbálkoztak és az eredmények azt mutatták, hogy nem lehetséges az, hogy a gránátok felrobbantak volna normális körülmények között.[42]

A bizottság kiadott egy előzetes összegzést június 25-én, még mielőtt a búvárok befejezték volna vizsgálódásukat a roncs körül és kijelentették, hogy a robbanást egy elégedetlen tengerész okozta. Mike Williams történész a következő alternatív teóriát állította a robbanásról:

„Néhány megfigyelő feljegyzései alapján, füst láttak gomolyogni a 3-as számú toronyból és a légi járművek területén közvetlenül a robbanás előtt. Összevetve a többi nemzet hadihajóival a háborús idők alatt, a japán hadihajók jelentős mennyiségű gyúlékony anyagot tartalmaztak, fából volt a fedélzet és a bútorok, emellett a szigetelés pamutból volt, az ágyneműk pedig gyapjúból voltak. Habár modernizálták az 1930-as években, a Mucu néhány eredeti vezetéke még használatban maradt. Bár a biztonsági lőszerraktárban kigyulladó tűznek a lehetősége elég kicsit, addig a tűz egy szomszédos helyiségben lehetséges és az is, hogy így a 3-as számú lőszerraktárban olyan magasra emelkedett a hőmérséklet, hogy az begyújtsa a raktárban tárolt fekete puskaport és így ez okozhatta a robbanást.”

## Mentési műveletek
Búvárokat küldtek le a területre, hogy felhozzák a testeket, és hogy mérjék fel a hajó kárait. A búvárkodás előtt kiismerhették magukat a Mucu testvérhajóján, Nagatón, ugyanis ezen hajók szerkezete egészen hasonló volt. A tengerészeti vezetőség alapvetően komolyan beszélt arról, hogy kiemelik a roncsot és újraépítik, de ezeket a terveket rögtön azután el is vetették, miután a búvárok befejezték a hajó kárfelmérését július 22-én. Így a Mucut szeptember 1-jén lehúzták a Tengerészeti Listáról. A vizsgálat részeként, a 3746-os számú búvárhajó, egy kicsi Nisimura-osztályú kutató és mentő tengeralattjáró, felfedezte a roncsot június 17-én 7 szakértővel a fedélzetén. Míg a roncs alatt kúsztak a kikötőben, valahogy beakadtak a roncs egyik részébe és majdnem megfulladt a legénység mielőtt ki tudtak szabadulni és felúsztak a felszínre. 1944 júliusában az olaj éhes IJN 580 tonna olajat emelt ki a roncsból.
Az 1,2 méter átmérőjű krizantém címert, a birodalmi trón szimbólumát 1953-ban emelték ki, de ezt követően rövidesen vagy elveszett, vagy leselejtezték. Egyet a 140 milliméteres kazamata ágyút 1963-ban emeltek ki és a Jaszukuni Templomnak adományozták. 1970-ben a Fukadai Mentő Cég elkezdte a mentési műveleteket, amelyek 1978-ig eltartottak és kiemelték a hajó körülbelül 75%-át. A két hátsó tornyot 1970-ben és 1971-ben emelték ki. Annak ellenére, hogy a kimentett alkatrészek figyelemreméltóan megmaradtak, különösen a 2 két ágyú torony, az orr (beleértve a krizantémtartót) és a tat (minden egyes propeller és ép kormánylapát és acél fogaskerék), az egész hajót lebontották, alacsony sugárzású acélgyártásra és eladták egy „névtelen kutató intézetnek”. A mentők 849 tengerész testét hozták fel, akik odavesztek a robbanás alatt.1955-ben a Mucu Emlékmúzeum bejelentette, hogy nem terveznek újabb mentési műveleteket.
A fennmaradó hajó egyetlen jelentős része egy 35 méter hosszú szakasz, amely a hídszerkezettől az 1. számú torony közeléig tarthatott. A hajó legnagyobb része, ami 12 méter hosszú még a felszín alatt van.

### Megmentett műtárgyak
Amellett, hogy egy 140 milliméteres ágyút ajándékoztak a Jaszukuni Templomnak, most megjelent a Jaszukuni Múzeumban is, az évek során felhozott tárgyakat lehet megtekinteni különböző múzeumokban és emlékhelyeken Japánban:
- Sok emléktárgyat lehet megtekinteni a Mucu Emlékmúzeumban Tówa-csóban. Ez egy helyi emlékmúzeum utódja, amelyet Szuó-Ósima város támogat, 1970 júliusában nyitották meg. Hogy legyen hely az új szerzeményeknek, a múzeumot átköltöztették és ujjáépítették 1994 áprilisában. 1963 óta egy emlékező bizottság ellátogat ide és június 8-án tiszteletüket teszik a hajó előtt.[40] 2012-ben az orr nagy részét meg lehetett tekinteni Szuó-Ósimában.
- A teljesen átalakított 4-es torony megtekinthető a Császári Japán Haditengerészeti Akadémia területén Etadzsimában. Ez a hajó eredeti tornya, átköltöztették a felújítása idején az 1930-as években.[46]
- Egy 140 milliméteres ágyú a 3-as toronyból korábban megtekinthető volt a Tengerészeti Tudományok Múzeumában, Sinagavában, Tokióban, de aztán áthelyezték a Verny Emlékmúzeumba Jokoszukába 2016 szeptemberében. Egy oldalkormány és egy pár kardántengely megtekinthető volt az Arasijama Művészeti Múzeumban  míg 1991 körül be nem zárt.[47]
- Egy oldalkormány, egy horgony és egy propeller a JMSDF Kure Múzeumé, közvetlenül a Jamató Múzeum utcájában.[48] Egy baloldali 410 milliméteres ágyú a 3-as toronyban is odakint van a Daiva Parkban Kuréban[49]] A kardántengely jelenlegi tartózkodási helye ismeretlen.[49]
- A 3-as számú ágyú torony páncéljának egy része látható a Side Templomban Jokkaicsiben, Mie prefektúrában.[50]
- Az egyik 410 milliméteres ágyú megtekinthető a Hidzsiri Múzeumban Omiban, Naganóban.[51]

## Megjegyzés
1. ↑  1.	Ezek az ágyúk angol gyorstüzelő (QF) 12 fontos ágyúk voltak, szerződés alatt építették őket. A japánok 8 centiméteresnek írták be őket, de igazából inkább 76,2 milliméteresek.
2. ↑  Skwiot szerint 1932-34-ben két egyszemélyes tartót adtak hozzá, és 1934-ben egy másik pár került a hátsó tölcsér közelébe.
3. ↑  A japán időszámítás 19 órával előrébb van mint a hawaii-i időszámítás, ezért Japánban a Pearl Harbor-i támadás december 8-án történt.

## Bibliográfia
- Campbell, John (1985). Naval Weapons of World War II. Annapolis, Maryland: Naval Institute Press. ISBN 0-87021-459-4.
- Chesneau, Roger, ed. (1980). Conway's All the World's Fighting Ships 1922–1946. Greenwich, UK: Conway Maritime Press. ISBN 0-85177-146-7.
- Friedman, Norman (2011). Naval Weapons of World War One. Barnsley, South Yorkshire, UK: Seaforth. ISBN 978-1-84832-100-7.
- Hackett, Bob; Kingsepp, Sander & Ahlberg, Lars (2009). "IJN Mutsu: Tabular Record of Movement". Combinedfleet.com. Archived from the original on 18 May 2017.
- Hyde, Harlow A. (1988). Scraps of Paper: The Disarmament Treaties Between the World Wars. Lincoln, Nebraska: Media Publishing. ISBN 0-939644-46-0.
- Jentschura, Hansgeorg; Jung, Dieter & Mickel, Peter (1977). Warships of the Imperial Japanese Navy, 1869–1945. Annapolis, Maryland: United States Naval Institute. ISBN 0-87021-893-X.
- Parshall, Jonathan & Tully, Anthony (2007). Shattered Sword: The Untold Story of the Battle of Midway. Washington, D.C.: Potomac Books. ISBN 1-57488-924-9.
- Rohwer, Jürgen (2005). Chronology of the War at Sea 1939–1945: The Naval History of World War Two (Third Revised ed.). Annapolis, Maryland: Naval Institute Press. ISBN 1-59114-119-2.
- Silverstone, Paul H. (1984). Directory of the World's Capital Ships. New York: Hippocrene Books. ISBN 0-88254-979-0.
- Skwiot, Miroslaw (2007). Nagato Mutsu, Part I. Encyklopedia Okretów Wojennych. 51. Gdansk, Poland: AJ-Press. ISBN 978-83-7237-184-3.

## Külső linkek
http://www.maritimequest.com/warship_directory/japan/battleships/mitsu_page_1.htm Archiválva 2020. július 24-i dátummal a Wayback Machine-ben

## Fordítás
Ez a szócikk részben vagy egészben  a   Japanese battleship Mutsu című angol Wikipédia-szócikk ezen változatának fordításán alapul.  Az eredeti cikk szerkesztőit annak laptörténete sorolja fel. Ez a jelzés csupán a megfogalmazás eredetét és a szerzői jogokat jelzi, nem szolgál a cikkben szereplő információk forrásmegjelöléseként.